# 魏鴻緒
魏鴻緒（1907年—？），祖籍山东，出生于辽宁省营口魏家溏。中国近代军事将领。
早年留学英国伦敦大学{ Ref.：國史館檔案史料文物查詢系統 (drnh.gov.tw)}。回国后从事教育工作，发表论文包括“朱熹之哲學及教育思想”（《河南教育月刊》1932年第三卷第二期 ）。 
1937年7月7日卢沟桥事变，马占山于8月接受蒋介石手令成立国民革命军东北挺进军，魏鸿绪即出任东北挺进军总参议、政治部主任，协马占山率挺进军在绥远一带与日军浴血奋战。策反伪蒙军、铲除蒙奸，使西北地区逐渐出现了稳定的局面。在坚守黄河，抗击日寇的同时，还在当地建立学校，藏书楼，修建水利，创办育婴堂，为西北的教育、文化和农业发展作出了贡献。1940年底由于向蒋介石禀报马占山在准格尔与日本人交集不清的表现，受到马占山清算，被逼出挺进军 。同时被清算的还有热河抗日先遣军司令白凤翔和挺进军旅长韩宇春{ Ref. 最後的福晉（上）2015/07/08 來源：北方新報 } { “三位”捉蒋英雄“的人生路” ，作者王建中，内蒙古日报，2012年8月20日，凤凰网转载 news.ifeng.com } 
1945年日本宣布无条件投降以后，国民党成立了东北保安司令部和东北行营，接收东北。两个处的办公地点设于沈阳太原北街2号楼和太原北街4号楼。1947年9月，由于国军在东北战局不利，长官部被并入东北行辕，由国军参谋总长陈诚兼任行辕主任。新闻处改为东北行辕新闻处，魏鸿绪任新闻处长</ref 1）國史館檔案史料文物查詢系統 (drnh.gov.tw) ；2）cite book|author1=王鸫宾|title=东北人物大辞典 第2卷 下|date=1996年12月|publisher=沈阳：辽宁古籍出版社|isbn=7-80507-413-5|pages=2047|accessdate=2017-03-16>。 
1948年6月，东北行辕改为东北剿匪总司令部，魏鸿绪为政工处少将处长。辽沈战役中，国民党失守沈阳，即国民三十七年（1948年11月22日），魏鸿绪被俘，{ Ref.人民日报 1948-12-08 }五十年代初镇反中被处决。 1988年重定为被错杀。